# Христо Хаджиев (андарт)
Христо Хаджиев (на гръцки: Χρήστος Χαντζής) е гръцки революционер, деец на Гръцката въоръжена пропаганда в Македония.

## Биография
Христо Хаджиев е роден в южномакедонското село Нестрам, днес в Гърция. Застава начело на гъркоманската партия в Нестрам заедно с братята си Михаил и Пандо. Определен е за агент от I ред. След засилването на българския натиск в 1901 година бяга в Атина, връща се с Марко Поптърпов и Павел Пальобеев, но остава за кратко в Нестрам и отново е принуден да бяга в Хрупища по време на въстанието, връща се в Нестрам с турската армия и оглавява местния гръцки комитет. Действа като куриер на Германос Каравангелис и работи с капитаните Закас, Рупякас, Малиос и Румелиотис.